# Bagneux (Meurthe i Mozela)
Bagneux – miejscowość i gmina we Francji, w regionie Grand Est, w departamencie Meurthe i Mozela.
Według danych na rok 1990 gminę zamieszkiwało 131 osób, a gęstość zaludnienia wynosiła 15 osób/km² (wśród 2335 gmin Lotaryngii Bagneux plasuje się na 914. miejscu pod względem liczby ludności, natomiast pod względem powierzchni na miejscu 689.).

## Populacja

Populacja Bagneux w latach 1962–2008